# Colladonus intermedius
Colladonus intermedius är en insektsart som beskrevs av Nielson och Carolina Godoy 1995. Colladonus intermedius ingår i släktet Colladonus och familjen dvärgstritar. Inga underarter finns listade i Catalogue of Life.